# داستان‌ها و متن‌هایی برای هیچ
داستان‌ها و متن‌هایی برای هیچ مجموعه ای از داستانهای ساموئل بکت است . این مجموعه سه داستان کوتاه بکت ("بیرون‌رانده" ، "آرام کننده" و "پایان" ، که همه در سال 1946 نوشته شده اند) و سیزده قطعه نثر کوتاه را که او "متن‌هایی برای هیچ" (1950 - 1952) نامیده دربرمی‌گیرد. همه این آثار در نسخه Grove Press از نثر کوتاه کامل بکت گردآوری شده است . آنها در اصل به زبان فرانسه نوشته شده و در سال 1958 توسط Les Éditions de Minuit با عنوان Nouvelles et Textes pour rien منتشر شد .  

## داستان ها
هر سه داستان مربوط به آوارگی یا اخراج پیرمردانی است که مجبور می شوند زندگی عادی خود را ترک کنند و در جستجوی جایگاه جدیدی در مکان مناسب خود باشند.